# Три знаменитых пейзажа Японии
Три знаменитых пейзажа Японии (яп. 日本三景 Нихон санкэй) — список трёх красивейших видов Японии, наподобие античных семи чудес света. Составление этого списка обычно приписывают японскому философу Хаяси Радзану, который первым перечислил их в 1643 году.
К этим пейзажам относятся:
- залив Мацусима в префектуре Мияги;
- песчаная коса Аманохасидатэ в префектуре Киото;
- остров Ицукусима (Миядзима) в префектуре Хиросима.

К трём красивейшим видам Японии относят также и три знаменитых парка Японии, а именно Кэнроку-эн, Кайраку-эн и Кёраку-эн.
Из всех замков Японии особо выделяют три:
- замок Кумамото;
- замок Мацумото;
- замок Химэдзи.

- Три знаменитых пейзажа Японии
- Сосновые острова Мацусима
- Небесный мост Аманохасидатэ
- Знаменитые тории Миядзимы